# Xantos (poeta)
Xantos (en grec antic: Ξάνθος, llatí: Xanthus fou un poeta líric de l'antiga Grècia del qual no es conserva cap obra ni cap fragment. Va viure, probablement, a començament del segle vi aC, i era originari, probablement, de Sicília o la Magna Grècia.
És conegut per una referència d'Ateneu de Nàucratis, en el qual cita Megaclides. Ateneu afirma que Xantos era anterior a Estesícor, atès que l'esmenta en un dels seus poemes, i que, a més, s'inspira en Xantos en molts altres poemes, com ara en la seva Orestea. També diu que Xantos, en un dels seus poemes, tractava Hèracles en l'estil homèric, a diferència d'altres, contemporanis seus. D'això es pot deduir que Xantos tenia una obra que tractava sobre Hèracles.
Claudi Elià també l'esmenta, citant una opinió de Xantos sobre Electra, la filla d'Agamèmnon, que sens dubte està treta de l'Orestea.